# Nobuyuki Ōsaki
Nobuyuki Ōsaki (大崎誠之?, Ōsaki Nobuyuki; Fukuoka, 8 marzo 1971) è un pilota motociclistico giapponese.

## Carriera
L'esordio nel motomondiale avvenne nella stagione 1998 quando partecipò al GP del Giappone grazie ad una wild card in classe 125 tagliando il traguardo in quinta posizione; grazie agli 11 punti ottenuti lo si trova al ventiduesimo posto nella classifica di fine anno.
Ha corso il Gran Premio del Giappone del motomondiale nel 2000 e il GP del Pacifico nel Motomondiale 2001, mentre non è riuscito a terminare il GP del Pacifico del 2002.
Ha corso le ultime tre gare della sua carriera nel motomondiale nella classe 250 a bordo di una Yamaha TZ 250, e con i piazzamenti ottenuti nelle due gare disputate è stato classificato trentunesimo nel 2000 e ventisettesimo nel 2001.
Dalla stessa casa motociclistica giapponese è stato schierato nella 8 Ore di Suzuka del 2007 mentre dal 2003 partecipa alle competizioni del campionato giapponese alternandosi negli anni tra le categorie Superbike e Supersport, ottenendo un secondo posto nella classifica generale del 2008.

## Risultati nel motomondiale
| 1998 | Classe | Moto   |   |  |  |  |  |  |  |  |  |  |  |  |  |  |  |  | Punti | Pos. |
| ---- | ------ | ------ | - |  |  |  |  |  |  |  |  |  |  |  |  |  |  |  | ----- | ---- |
| 1998 | 125    | Yamaha | 5 |  |  |  |  |  |  |  |  |  |  |  |  |  |  |  | 11    | 22º  |

| 2000 | Classe | Moto   |  |  |    |  |  |  |  |  |  |  |  |  |  |  |  |  | Punti | Pos. |
| ---- | ------ | ------ |  |  | -- |  |  |  |  |  |  |  |  |  |  |  |  |  | ----- | ---- |
| 2000 | 250    | Yamaha |  |  | 10 |  |  |  |  |  |  |  |  |  |  |  |  |  | 6     | 31º  |

| 2001 | Classe | Moto   |  |  |  |  |  |  |  |  |  |  |  |  |    |  |  |  | Punti | Pos. |
| ---- | ------ | ------ |  |  |  |  |  |  |  |  |  |  |  |  | -- |  |  |  | ----- | ---- |
| 2001 | 250    | Yamaha |  |  |  |  |  |  |  |  |  |  |  |  | 10 |  |  |  | 6     | 27º  |

| 2002 | Classe | Moto   |  |  |  |  |  |  |  |  |  |  |  |  |     |  |  |  | Punti | Pos. |
| ---- | ------ | ------ |  |  |  |  |  |  |  |  |  |  |  |  | --- |  |  |  | ----- | ---- |
| 2002 | 250    | Yamaha |  |  |  |  |  |  |  |  |  |  |  |  | Rit |  |  |  | 0     |      |

| Legenda | 1º posto        | 2º posto            | 3º posto            | A punti      | Senza punti        | Grassetto – Pole position Corsivo – Giro più veloce |
| Legenda | Gara non valida | Non qual./Non part. | Ritirato/Non class. | Squalificato | '-' Dato non disp. | Grassetto – Pole position Corsivo – Giro più veloce |